# West-Aziatisch kampioenschap voetbal 2007
De West Asian Football Federation Championship 2007 vond plaats in Amman de hoofdstad van Jordanië. Iran won het toernooi door in de finale Irak met 2-1 te verslaan. Het toernooi werd gespeeld van 16 juni 2007 tot en met 24 juni 2007.

## Geplaatste teams
| Deelnemende landen                                                |
| ----------------------------------------------------------------- |
| - Jordanië (Gastland) - Irak - Iran - Libanon - Syrië - Palestina |

## Stadions
| Amman                        | · Amman Jordanië | · Amman Jordanië |
| Amman Internationaal Stadion | · Amman Jordanië | · Amman Jordanië |
| Capaciteit: 25.000           | · Amman Jordanië | · Amman Jordanië |
|                              | · Amman Jordanië | · Amman Jordanië |

## Groepsfase

### Groep 1
| Land     | Gsp | Win | Gel | Ver | DV | DT | +/− | Pnt |
| -------- | --- | --- | --- | --- | -- | -- | --- | --- |
| Syrië    | 2   | 2   | 0   | 0   | 2  | 0  | +2  | 6   |
| Jordanië | 2   | 1   | 0   | 1   | 3  | 1  | +2  | 3   |
| Libanon  | 2   | 0   | 0   | 2   | 0  | 4  | −4  | 0   |

|                                 |         |                 |       |                              |
| 16 juni 2007 «onderlinge duels» | Libanon | 0 – 1           | Syrië | Amman Internationaal Stadion |
| 16 juni 2007 «onderlinge duels» |         | Zyad Chaabo 45' |       | Amman Internationaal Stadion |

|                                 |          |                    |       |                              |
| 18 juni 2007 «onderlinge duels» | Jordanië | 0 – 1              | Syrië | Amman Internationaal Stadion |
| 18 juni 2007 «onderlinge duels» |          | Khaled Al Baba 48' |       | Amman Internationaal Stadion |

|                                 |                                                        |       |         |                              |
| 20 juni 2007 «onderlinge duels» | Jordanië                                               | 3 – 0 | Libanon | Amman Internationaal Stadion |
| 20 juni 2007 «onderlinge duels» | Awad Ragheb 28' Khaled Al Maltaah 53' Odai Alsaify 58' |       |         | Amman Internationaal Stadion |

### Groep 2
| Land      | Gsp | Win | Gel | Ver | DV | DT | +/− | Pnt |
| --------- | --- | --- | --- | --- | -- | -- | --- | --- |
| Iran      | 2   | 1   | 1   | 0   | 2  | 0  | +2  | 4   |
| Irak      | 2   | 1   | 1   | 0   | 1  | 0  | +1  | 4   |
| Palestina | 2   | 0   | 0   | 2   | 0  | 3  | −3  | 0   |

|                                 |      |       |      |                              |
| 16 juni 2007 «onderlinge duels» | Iran | 0 – 0 | Irak | Amman Internationaal Stadion |
| 16 juni 2007 «onderlinge duels» |      |       |      | Amman Internationaal Stadion |

|                                 |                 |       |           |                              |
| 18 juni 2007 «onderlinge duels» | Irak            | 1 – 0 | Palestina | Amman Internationaal Stadion |
| 18 juni 2007 «onderlinge duels» | Hawar Mulla 86' |       |           | Amman Internationaal Stadion |

|                                 |                                          |       |           |                              |
| 20 juni 2007 «onderlinge duels» | Iran                                     | 2 – 0 | Palestina | Amman Internationaal Stadion |
| 20 juni 2007 «onderlinge duels» | Milad Midavoodi 56' Mehdi Rajabzadeh 85' |       |           | Amman Internationaal Stadion |

## Knock-outfase
|  | halve finale    | halve finale    |  |      | finale          | finale          |
|  |                 |                 |  |      |                 |                 |
|  | 22 juni – Amman |                 |  |      |                 |                 |
|  | Syrië           | 0               |  |      |                 |                 |
|  | Irak            | 3               |  |      | 24 juni – Amman | 24 juni – Amman |
|  |                 |                 |  |      | Irak            | 1               |
|  | 22 juni – Amman | 22 juni – Amman |  | Iran | 2               |                 |
|  | Iran            | 1               |  |      |                 |                 |
|  | Jordanië        | 0               |  |      |                 |                 |

### Halve Finale
|                                 |       |                                                            |      |                              |
| 22 juni 2007 «onderlinge duels» | Syrië | 0 – 3                                                      | Irak | Amman Internationaal Stadion |
| 22 juni 2007 «onderlinge duels» |       | Younis Mahmoud 10' (pen.) Ahmad Mnajed 42' Saleh Sader 85' |      | Amman Internationaal Stadion |

|                                 |                      |       |          |                              |
| 22 juni 2007 «onderlinge duels» | Iran                 | 1 – 0 | Jordanië | Amman Internationaal Stadion |
| 22 juni 2007 «onderlinge duels» | Mehdi Rajabzadeh 32' |       |          | Amman Internationaal Stadion |

### Finale
|                                 |                 |       |                                          |                              |
| 24 juni 2007 «onderlinge duels» | Irak            | 1 – 2 | Iran                                     | Amman Internationaal Stadion |
| 24 juni 2007 «onderlinge duels» | Saleh Sader 86' |       | Hossein Badamaki 9' Hashem Beikzadeh 21' | Amman Internationaal Stadion |